# (8385) 1993 AN
1993 أي أن (ويعرف أيضًا باسم (8385) 1993 أي أن وفق تسمية الكوكب الصغير) (بالإنجليزية: 1993 AN)‏ هو كويكب ضمن حزام الكويكبات؛ وترتيبه 8385 من حيث الاكتشاف.
اكتُشف هذا الجُرم الفلكي بواسطة سيجي أويدا في 13 يناير 1993.

## وصلات خارجية
- (8385) 1993 AN في قاعدة بيانات مختبر الدفع النفاث لأجرام النظام الشمسي الصغيرة

- الاكتشاف · مخطط المدار ·  العناصر المدارية · المعلمات المادية

- (8385) 1993 AN على موقع ويكي سكاي: DSS2, SDSS, GALEX, IRAS, Hydrogen α, X-Ray, Astrophoto, Sky Map, Articles and images